# Chiesa di Santa Maria di Týn
La chiesa di Santa Maria di Týn (in ceco Kostel Panny Marie před Týnem), detta anche semplicemente Týnský Chrám ("Tempio di Týn"), è una chiesa imponente di Praga che domina la piazza della Città Vecchia ed è il secondo santuario praghese dopo la cattedrale di San Vito.

## Storia
La chiesa venne iniziata a costruire nel 1365, in stile gotico, e fu terminata nel 1511 con la finalizzazione della torre sud. Ben presto divenne il centro del riformismo boemo. Infatti già dai primi del Quattrocento, e fino al 1620, fu la principale chiesa hussita della città. Il re Giorgio di Podebrady, che si recava in questa chiesa per ricevere la comunione utraquista, fece collocare sulla facciata un calice d'oro. Il calice, successivamente alla battaglia della Montagna Bianca, venne fuso ed usato per la statua della Madonna che oggi orna la chiesa. All'interno della chiesa si trova, inoltre, la tomba dell'astronomo di Rodolfo II, Tycho Brahe.

## Descrizione

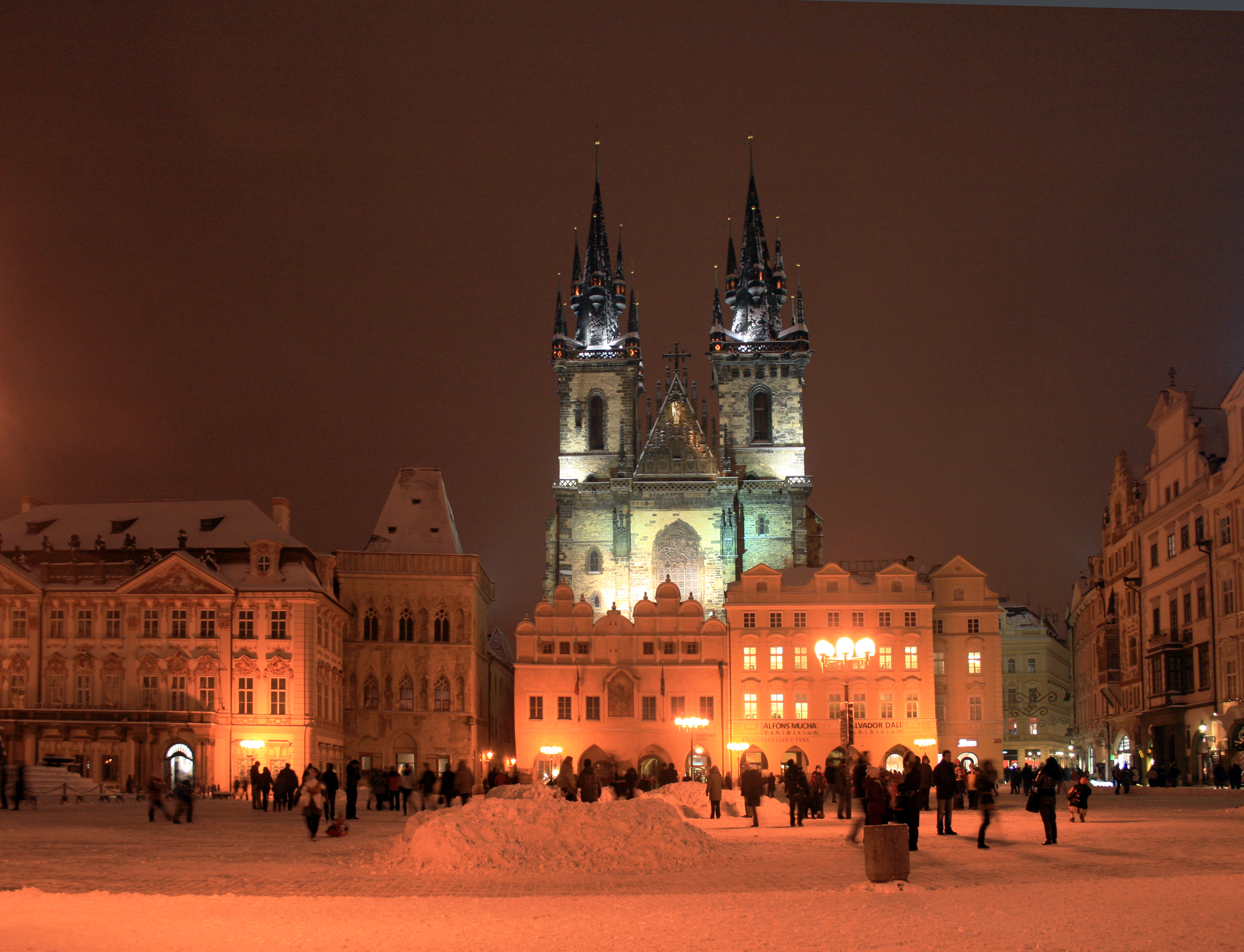
Vista della chiesa in inverno

Nonostante la chiesa costituisca uno dei principali punti di riferimento di Staré Město, è pressoché impossibile apprezzarla se non da una considerevole distanza, perché è racchiusa dalle case circostanti, alcune delle quali sono state costruite proprio a ridosso delle mura. La torre nord è più snella della torre sud, dove ci sono cinque scudi sopra la grande finestra: lo scudo della Città Vecchia, dei Pernstejn, di Ladislao II, di Svamberg e della Croazia. L'interno, un tempo in stile gotico, venne restaurato in stile barocco dopo l'incendio del 1679. Ora, l'alta e stretta navata è di un bianco abbagliante e, al livello del suolo, è disseminata di pale d'altare barocche in nero e oro. Il portale nord della chiesa è ornato con scene della passione di Cristo, opera del laboratorio di Peter Parler; questo famoso portone fu per anni l'entrata principale alla chiesa.
Uno degli altari della chiesa è sormontato da una pala, opera del Maestro dell'Altare di Litoměřice.

## Galleria d'immagini

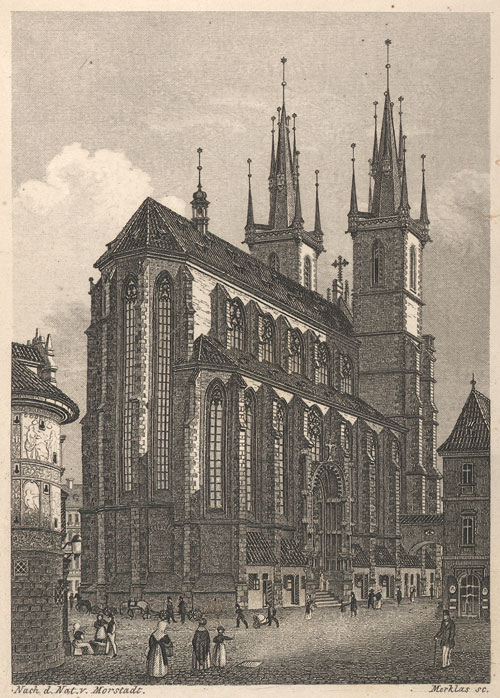
Il maestoso abside della chiesa vista in una incisione Ottocentesca
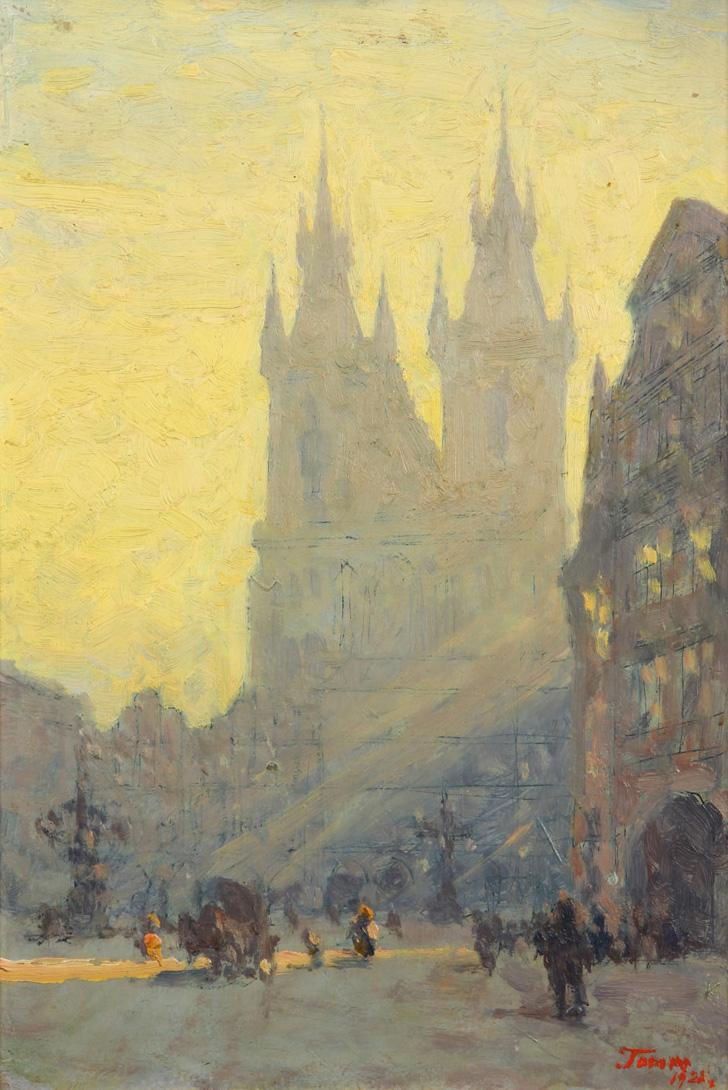
La magica atmosfera mattutina risalta la sagoma della chiesa, vista dalla piazza, in un dipinto impressionista
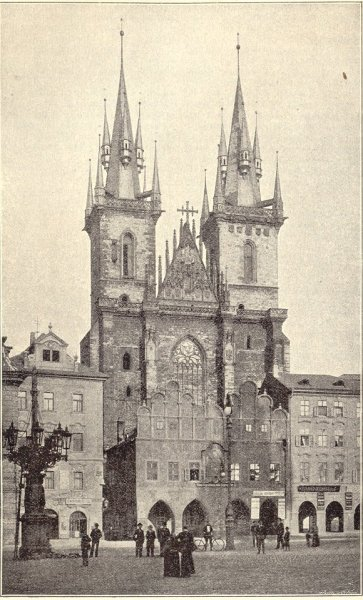
Sempre la facciata della chiesa in una fotografia di inizio Novecento
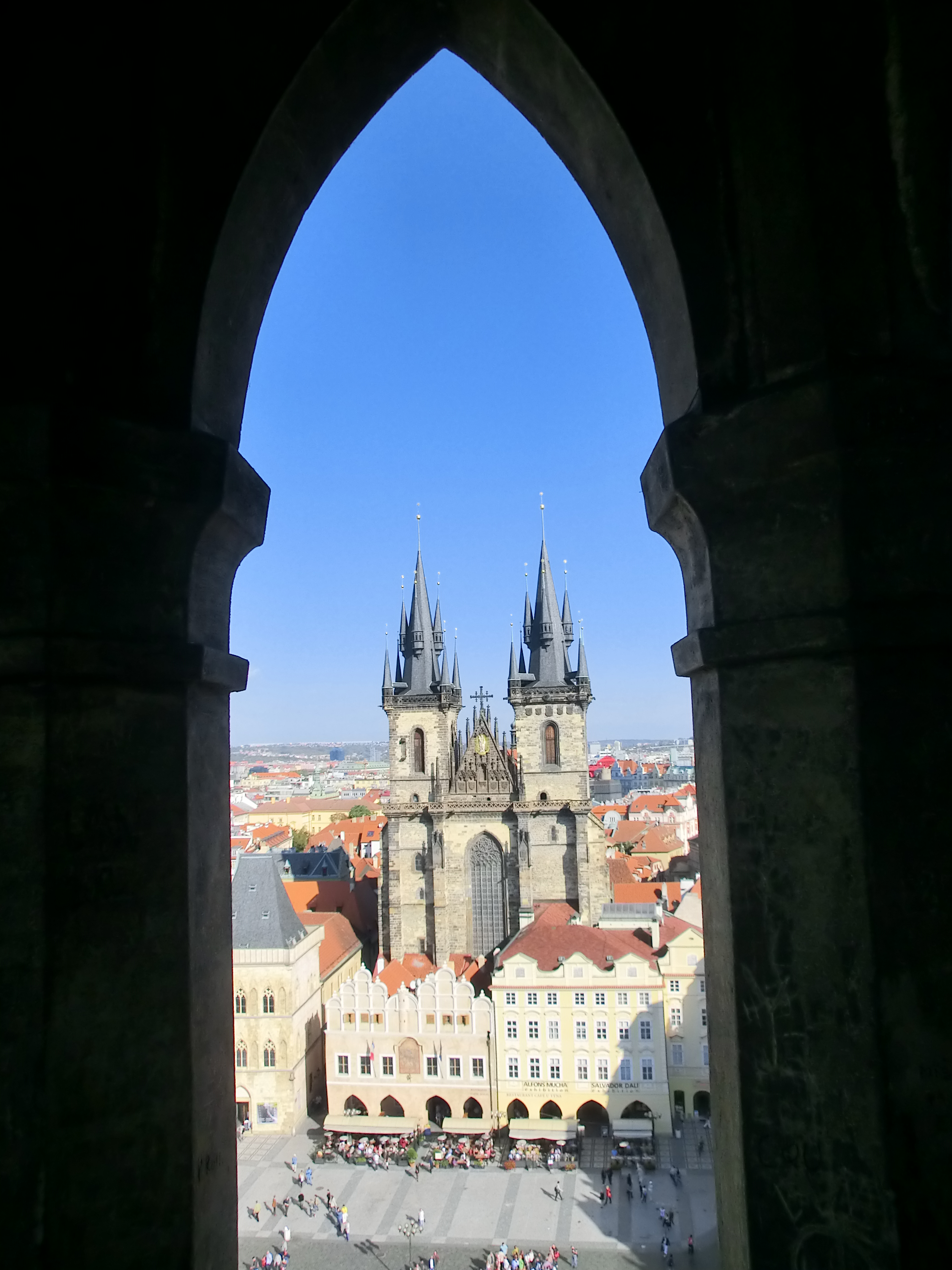
Vista dalla torre civica
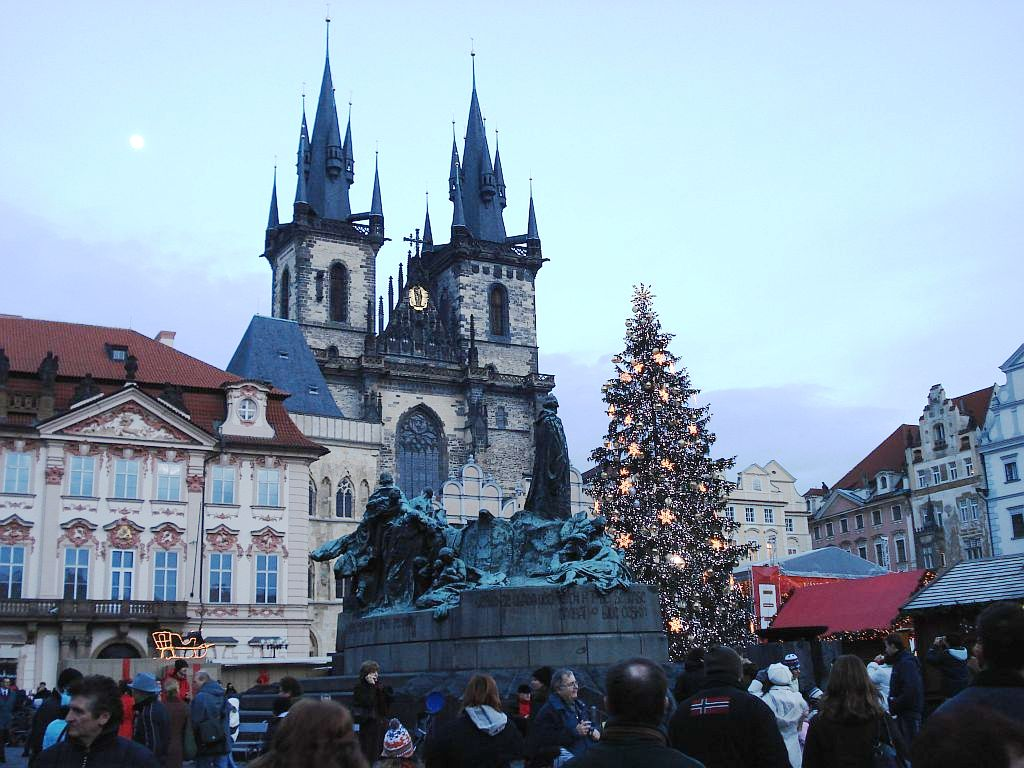
Vista della chiesa al tramonto, tra il monumento a Jan Hus e il grande albero di Natale
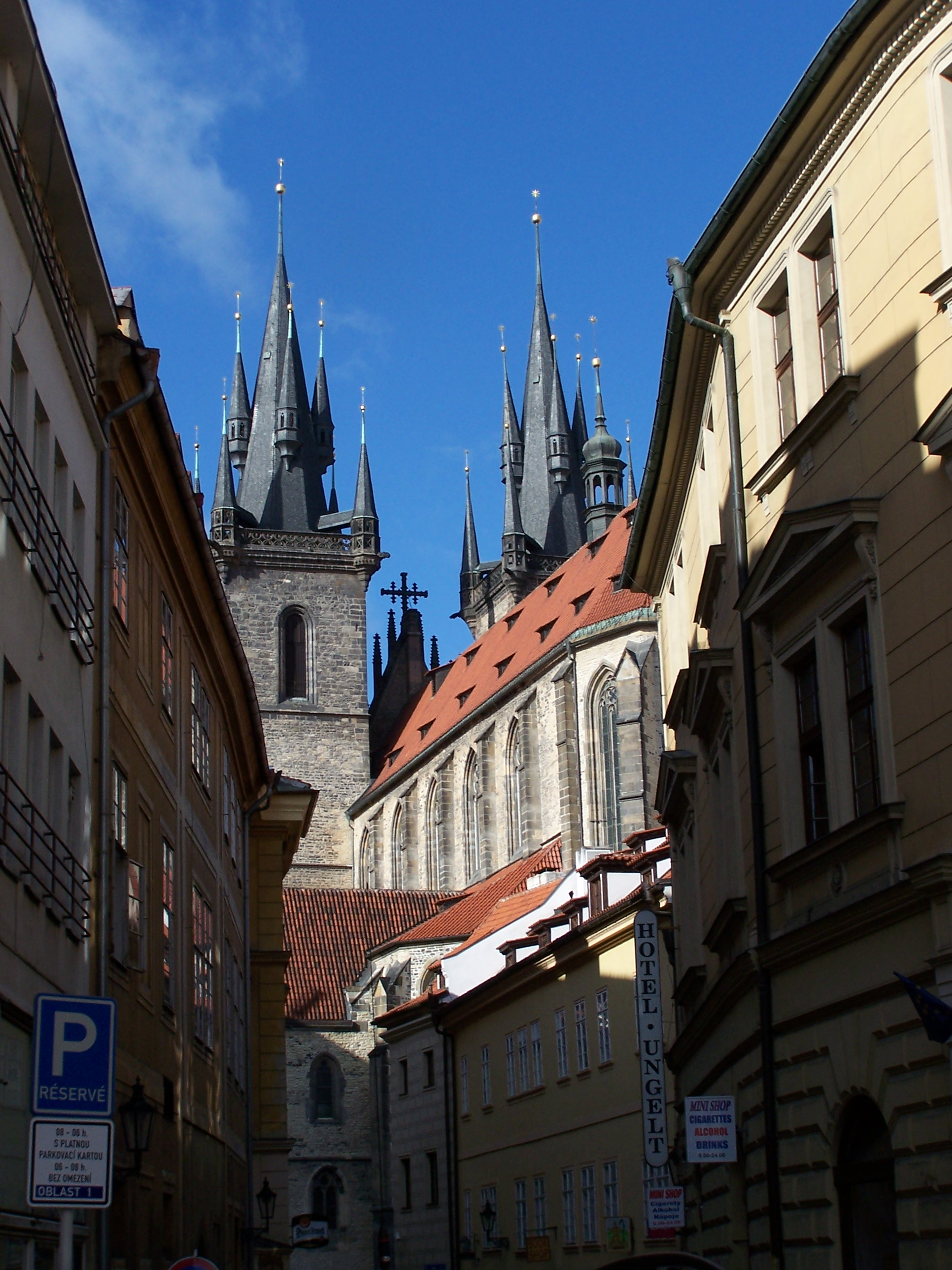
Vista della chiesa dalla via Celetná
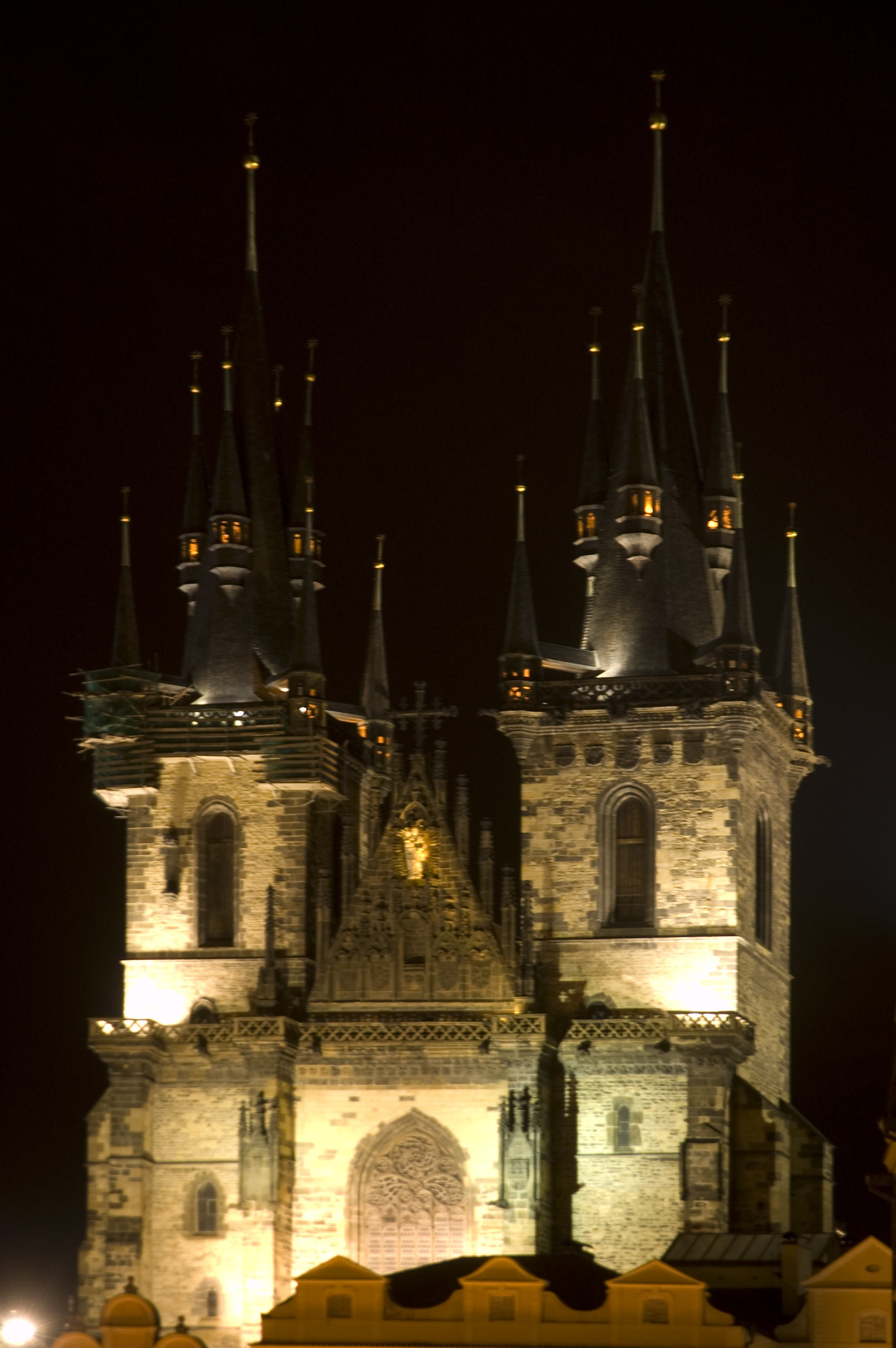
Particolare della facciata in notturna
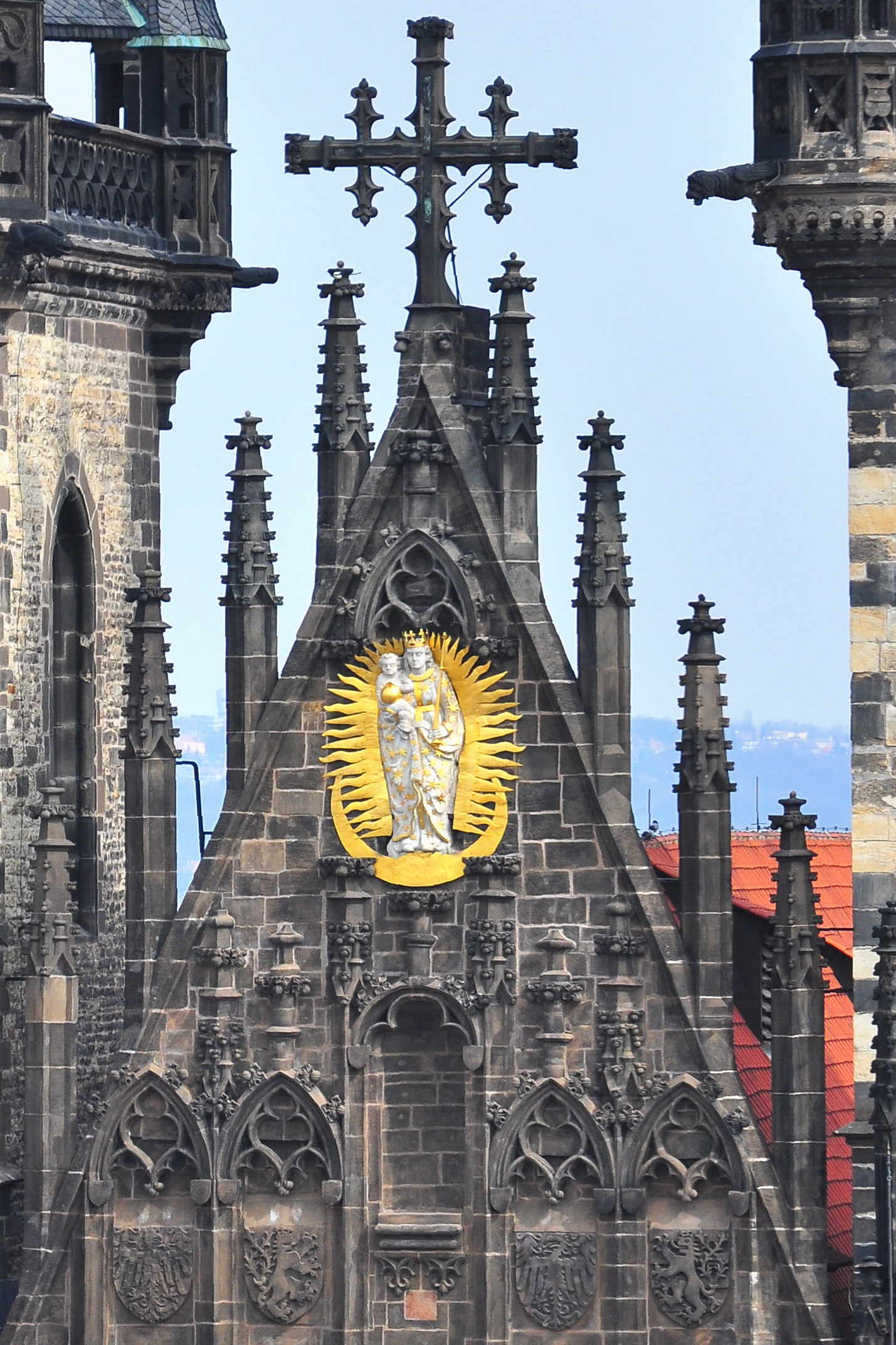
Particolare della facciata e della Madonna dorata
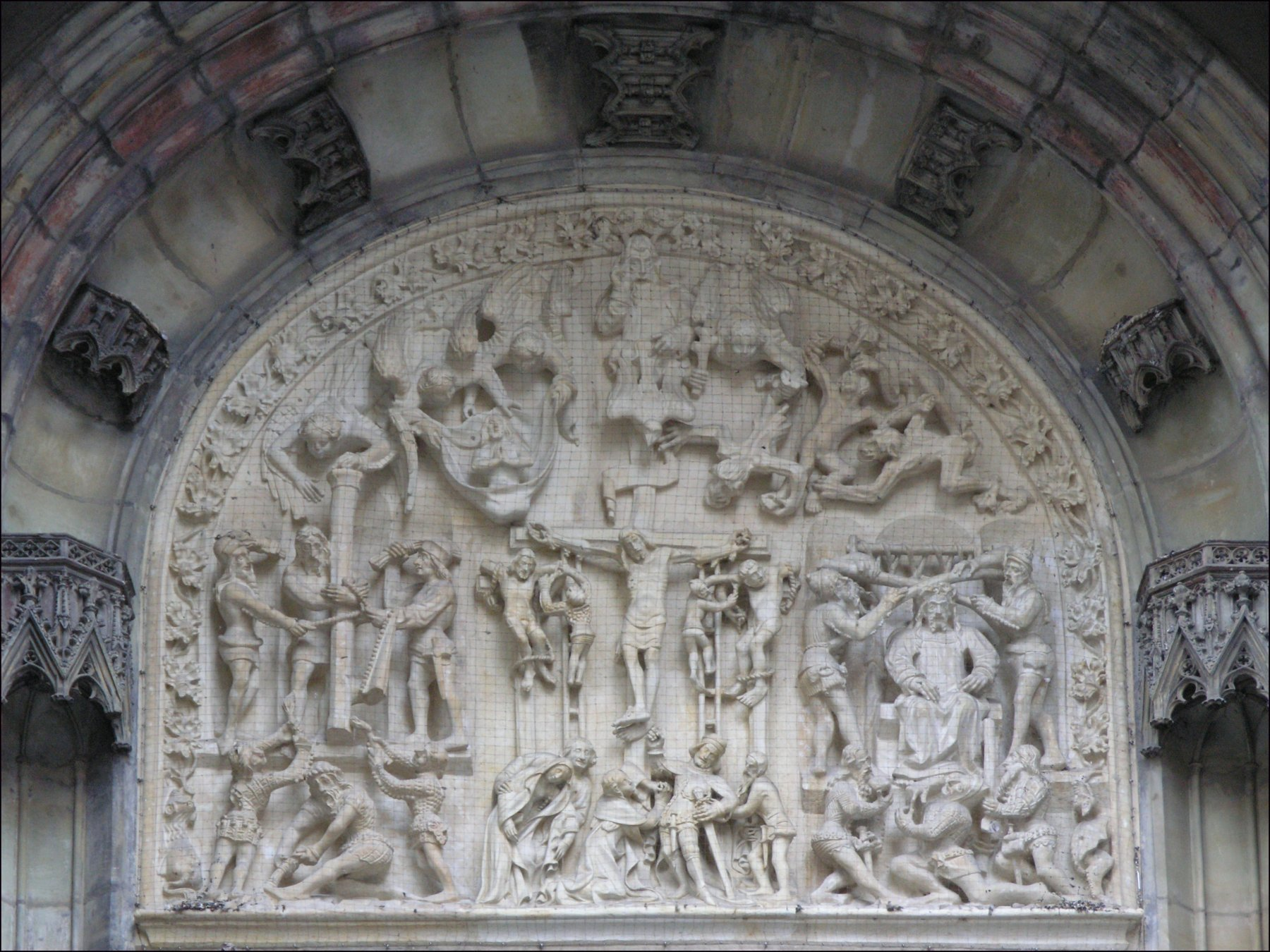
La lunetta gotica del portale nord
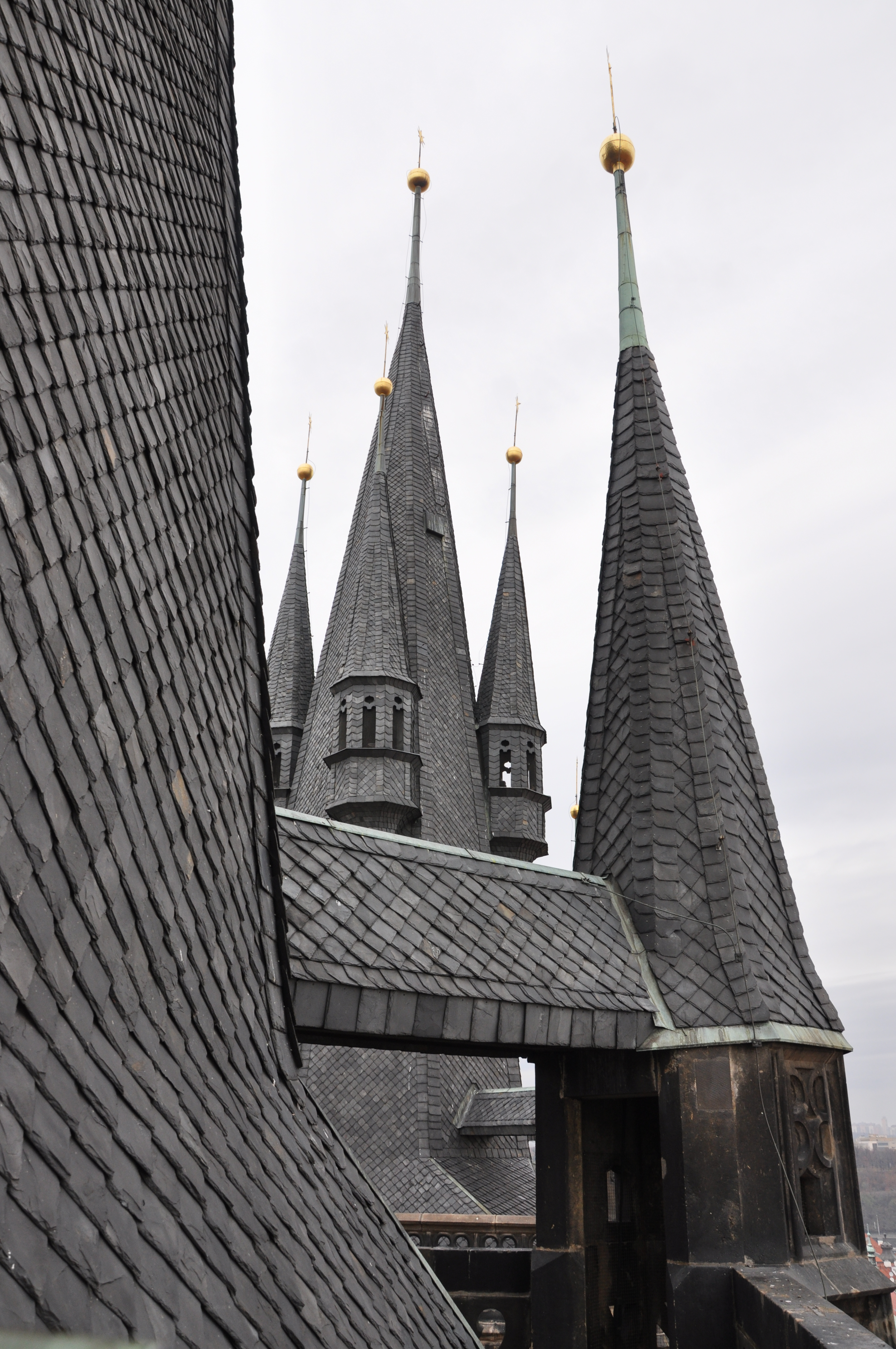
Vista delle guglie dal tetto della torre sud
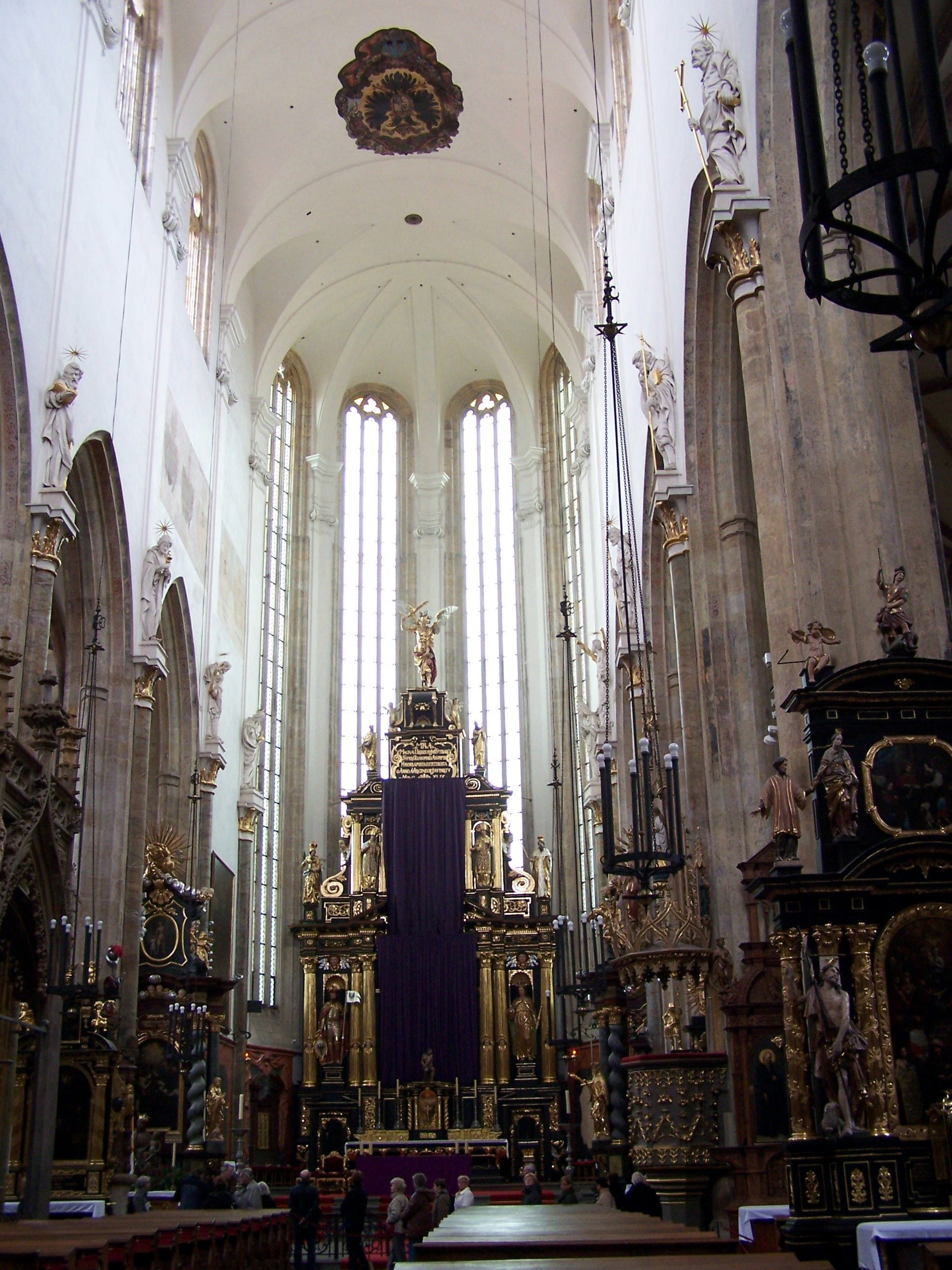
Interno della chiesa